# Day of Infamy
Day of Infamy – komputerowa gra akcji wyprodukowana i wydana przez amerykańskie studio New World Interactive. Gra została wydana 23 marca 2017 roku na platformę PC.
Akcja gry rozgrywa się podczas drugiej wojny światowej (między innymi na wyspie Sycylia i belgijskich lasach).

## Rozgrywka
Zadaniem graczy jest realizacja celów takich jak na przykład przejmowanie punktów kontrolnych. Gracze każdej ze stron mają ograniczoną liczbę odrodzeń, która może zostać zwiększona przez wykonywanie zadań. W zastosowanym systemie czatu głosowego możliwe jest podsłuchiwanie innych graczy. Gracz może objąć stanowisko oficera by przy współpracy innego gracza za pomocą radia wezwać ostrzał artyleryjski.

## Wydanie i odbiór
Początkowo gra została wydana 16 stycznia 2016 roku jako modyfikacja gry Insurgency. 14 czerwca twórcy ogłosili, że modyfikacja zostanie przerobiona na taktyczną strzelankęl. 28 lipca gra została wydana w trybie wczesnego dostępu. Gra została wydana 23 marca 2017 roku przez New World Interactive na platformę PC. W ciągu czterech miesięcy od premiery gra została sprzedana w ponad 200 tysiącach sztuk.